# Louise, Princess Royal

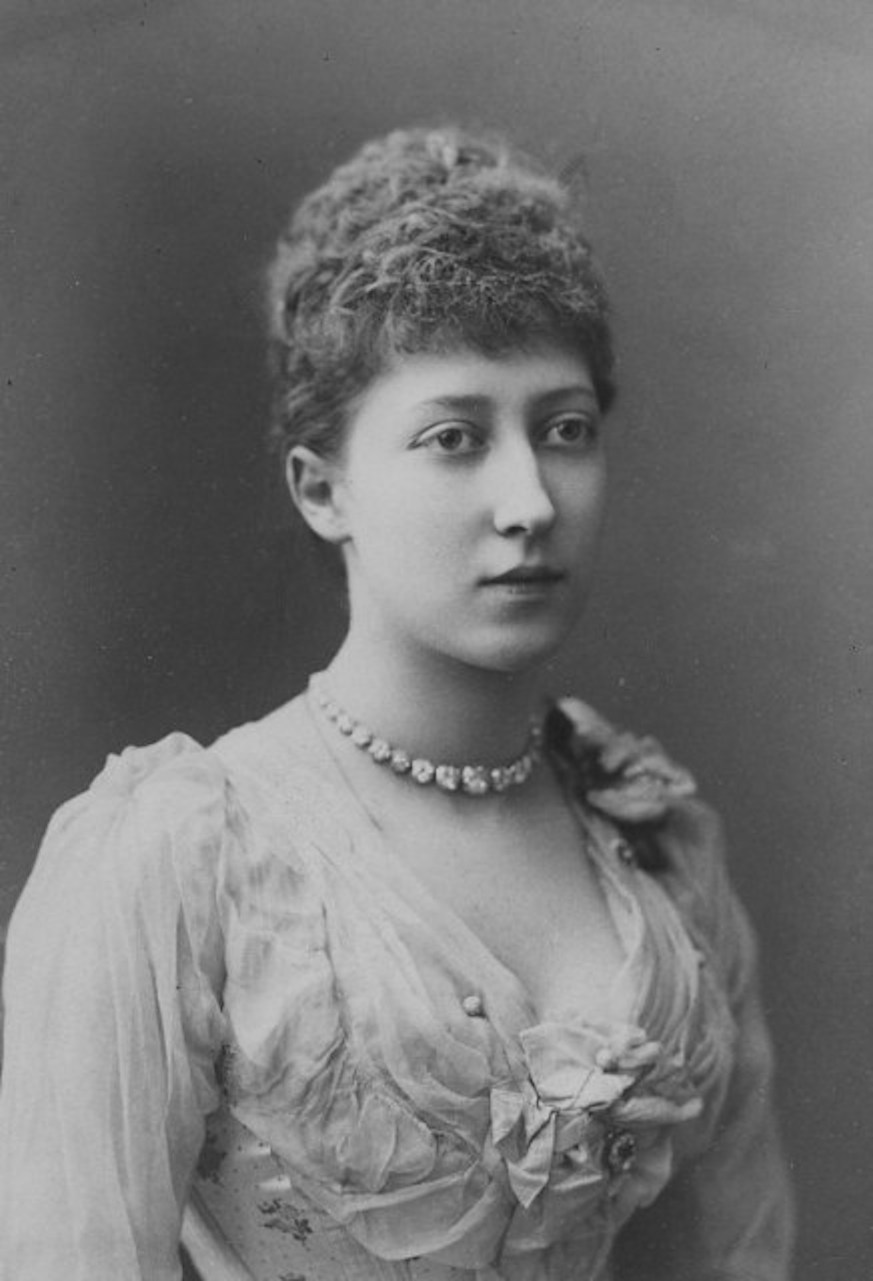
Louise, Duchess of Fife, 1901

Louise Victoria Alexandra Dagmar, The Princess Royal and Duchess of Fife VA CI (* 20. Februar 1867 in Marlborough House, London; † 4. Januar 1931 in London) war eine britische Prinzessin. Ihr Vater war der Prince of Wales, später Eduard VII., ihre Mutter Prinzessin Alexandra von Dänemark; ihr Bruder wurde als Georg V. König von Großbritannien. Sie war die fünfte Tochter eines britischen Monarchen, der der Titel Princess Royal verliehen wurde. Durch Ehe wurde sie zudem Duchess of Fife.

## Kindheit und Jugend
Während ihrer dritten Schwangerschaft erkrankte Prinzessin Alexandra an rheumatischem Fieber. Ihr Zustand verschlechterte sich, sodass die Ärzte ihr empfahlen, sich mit Chloroform behandeln zu lassen. Alexandra weigerte sich, jegliche Form von Schmerzmittel zu sich zu nehmen, um ihr ungeborenes Kind zu schützen. Nach der Geburt ihrer Tochter Louise am 20. Februar 1867 erlitt Alexandra heftige Fieberanfälle und kämpfte mit starken Schmerzen. Das Fieber bedrohte ihr Leben, doch sie erholte sich wieder. Jedoch behielt sie durch die Krankheit ein steifes bzw. gelähmtes Bein zurück. Louise, das dritte Kind und die älteste Tochter ihrer Eltern, hatte die Geburt gut überstanden.
Am 10. Mai 1867 wurde sie in Marlborough House vom Erzbischof von Canterbury Charles Longley getauft. Sie erhielt die Namen Louise Victoria Alexandra Dagmar of Wales, da ihr Vater zum Zeitpunkt der Geburt der Prince of Wales war. Ihre Taufpaten waren u. a. König Georg I. von Griechenland, Kronprinz Friedrich von Preußen (später Kaiser Friedrich III.), Königin Louise von Dänemark, Prinzessin Augusta Karoline von Cambridge, Prinzessin Dagmar von Dänemark (später Zarin Maria Fjodorowna von Russland) und die Prinzessinnen Alice, Helena und Louise, die Schwestern ihres Vaters.

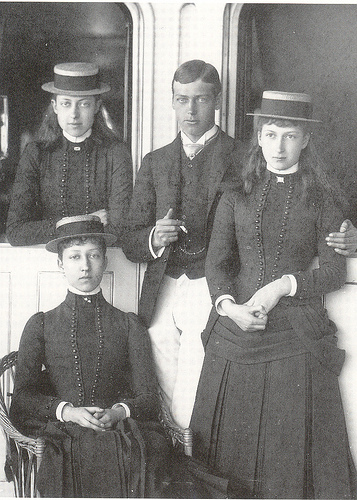
Louise (links) mit ihren Geschwistern George, Victoria und Maud, circa 1882

Die Prinzessin verlebte glückliche und behütete Kinder- und Jugendjahre im Kreise der engsten Familie. Den Großteil ihrer Kindheit verbrachte sie in Sandringham House, dem Landsitz ihrer Eltern in Norfolk. Außerdem hielt sie sich oft in Dänemark bei ihren Großeltern mütterlicherseits auf. Ihre Mutter Alexandra kümmerte sich, entgegen der damaligen Gepflogenheiten, intensiv um ihre Kinder. Sie wollte, dass ihre Töchter so lange bei ihr zuhause blieben, wie es möglich war. Aus diesem Grund entwickelte sich Louise zu einem schüchternen jungen Mädchen, das wenig Kontakt zu Gleichaltrigen hatte. Ein enges Verhältnis pflegte sie zu ihren jüngeren Schwestern Victoria und Maud. Die drei Mädchen bildeten eine Einheit und taten viele Dinge immer zusammen. Dies brachte ihnen auch den Spitznamen "Whispering Wales Girls" ein.
Anders als ihre Mutter, die als eine der schönsten Frauen ihrer Zeit galt, war Louise eher unattraktiv. Die Prinzessin bekam den unangenehmen Spitznamen "The Hag." In der Öffentlichkeit nahm man sie als ängstlich und zurückhaltend wahr. Außerdem redete Louise nicht gerne mit ihr völlig fremden Personen. Zuhause war sie wesentlich ausgelassener und überwand ihre Schüchternheit.
Louise wurde, wie ihre jüngeren Schwestern, im begrenzten Umfang von Privatlehrern unterrichtet. Ihre Erziehung war entspannt und fröhlich, es fehlte an Disziplin. Zwar studierte sie Musik, blieb ansonsten aber ungebildet. Die Großmutter Königin Victoria beschwerte sich nicht selten über die schlechte Ausbildung ihrer Enkelkinder und deren unsittliche Manieren.
Als Louise im heiratsfähigen Alter war, versuchte Alexandra ihre Tochter daran zu hindern, einen Ehemann zu finden. Wenn es nach ihrem Wunsch gegangen wäre, hätte sich keine ihrer Töchter jemals verheiratet, sondern würden alle bei ihr als Gesellschafterinnen und Begleitpersonen bleiben. Genau wie Louise schaffte es die jüngste Schwester Maud, sich diesem Einfluss der Mutter zu entziehen. Sie heiratete Prinz Carl von Dänemark, den späteren König Haakon VII. von Norwegen. Victoria, die mittlere Schwester, heiratete nie und blieb bei Alexandra bis zu deren Tod im Jahre 1925.

## Ehe

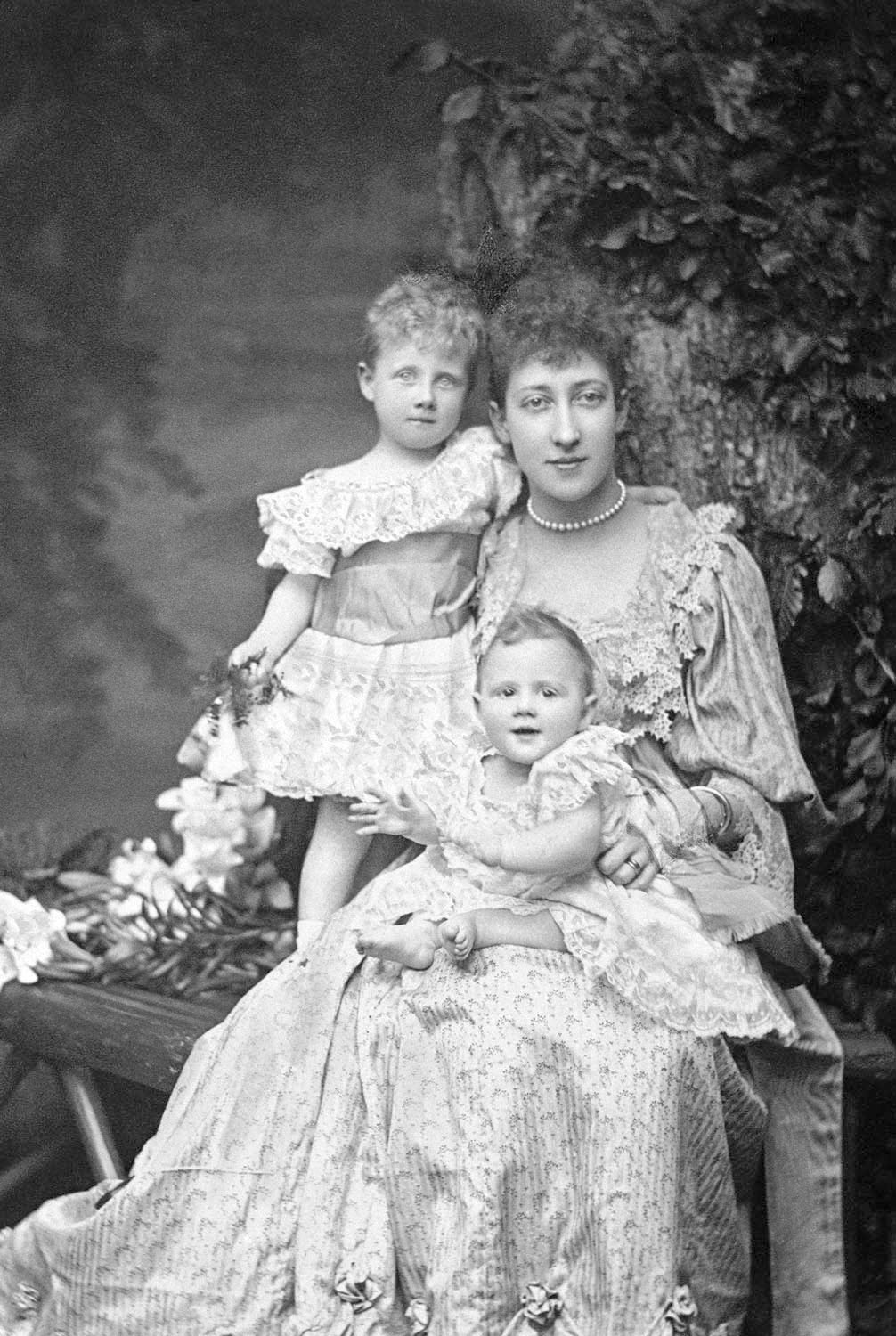
Louise mit ihren Töchtern Alexandra und Maud, fotografiert von Alice Hughes (1894)

Louise folgte als junge Frau dem Beispiel ihrer gleichnamigen Tante, der Duchess of Argyll, sich mit einem britischen Adeligen zu vermählen. Am 27. Juli 1889 heiratete Prinzessin Louise Alexander Duff, 6. Earl Fife (1849–1912), in der Privatkapelle des Buckingham Palace. Er war 18 Jahre älter als sie und ein Freund ihres Vaters. Zwei Tage nach der Eheschließung verlieh die Großmutter der Prinzessin, Königin Victoria, ihrem Ehemann den Adelstitel Duke of Fife. Als dessen Gattin führte Louise fortan den Höflichkeitstitel Duchess of Fife. Der Titel war, wie üblich, nur in männlicher Linie vererbbar. Als erkennbar wurde, dass das Paar keinen entsprechenden Titelerben haben würde, verlieh Königin Victoria dem Duke den Titel nochmals, nun mit der Bestimmung, dass er auch an seine Töchter und deren männliche leibliche Nachkommen übergehen könne.
Trotz des Altersunterschieds waren die beiden glücklich verheiratet. Ihr Mann schien für sie eine Quelle der Kraft zu sein und gab ihr völlig neue Erfahrungen. Das Paar verbrachte viel Zeit in Schottland. Louise ließ sich auf die Freizeitaktivitäten ihres Mannes ein. Zum Beispiel ging sie oft mit ihm zum Lachsfischen.
Der Duke und die Duchess of Fife hatten drei Kinder. Am 16. Juni 1890 wurde der Sohn Alastair, Marquess of Macduff, tot geboren. Ein Jahr später wurde Tochter Alexandra (1891–1959) geboren. Sie heiratete 1913 einen Cousin ihrer Mutter, Prinz Arthur of Connaught (1883–1938), und wurde Mutter des Sohnes Alastair, 2. Duke of Connaught and Strathearn (1914–1943). Maud (1893–1945) wurde als jüngstes Kind geboren. 1923 vermählte sie sich mit Charles Alexander Carneige, dem späteren 11. Earl of Southesk (1893–1992). 1929 wurde ihr Sohn James († 2015) geboren.

## Princess Royal

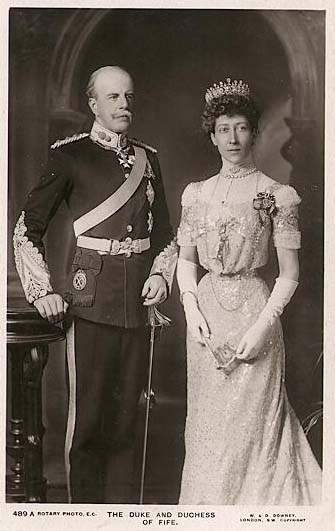
Duke and Duchess of Fife auf einem um 1911 entstandenen Foto

Am 9. November 1905 verlieh ihr Vater, der inzwischen König geworden war, Prinzessin Louise den Titel Princess Royal. Es handelt sich hierbei um die höchste Ehrung, die ein nicht regierendes weibliches Mitglied der britischen Königsfamilie erhalten kann.
Gleichzeitig wurden die beiden Töchter von Louise abweichend von den allgemeinen Regeln, wonach dieses Privileg nur Kindern von Söhnen des Monarchen zusteht, zu Prinzessinnen von Großbritannien und Irland gemacht. Sie erhielten das Adelsprädikat Hoheit (Highness), und in der protokollarischen Rangordnung folgten sie unmittelbar nach der engeren königlichen Familie vor allen anderen Adeligen des Landes.
Bei einer Reise nach Ägypten erlitten Louise und ihre Familie im Dezember 1911 vor der Küste Marokkos Schiffbruch. Obgleich niemand unmittelbar verletzt wurde, erkrankte der Duke, möglicherweise deswegen, in Ägypten an Pleuritis. Er verstarb im Januar 1912 in Assuan. Die Titel gingen auf die Tochter Alexandra über, die den Titel damit aus eigenem Recht trug.
Im Jahre 1914 wurde Louise Colonel-in-Chief der 7th Dragoon Guards.
Nach dem Tod ihres Mannes zog sich Louise immer mehr zurück. Sie starb am 4. Januar 1931 in ihrem Londoner Haus am Portman Square. Zunächst wurde sie in der St George’s Chapel in Windsor Castle beigesetzt. Später wurden ihre sterblichen Überreste dann in die Privatkapelle des Mar Lodge Mausoleum, Braemar, Aberdeenshire überführt.

## Titel und Orden

Wappen von Louise, Duchess of Fife

### Titel und Prädikat
- Her Royal Highness Princess Louise of Wales (20. Februar 1867 – 27. Juni 1889)
- Her Royal Highness Princess Louise, Countess Fife (27.–29. Juni 1889)
- Her Royal Highness Princess Louise, Duchess of Fife (29. Juni 1889 – 21. Januar 1901)
- Her Royal Highness The Princess Louise, Duchess of Fife (22. Januar 1901 – 9. November 1905)
- Her Royal Highness The Princess Royal and Duchess of Fife (9. November 1905 – 4. Januar 1931)

### Orden
- Royal Order of Victoria and Albert Erster Klasse (1885)
- Companion des Order of the Crown of India (1887)
- Dame Grand Cross des Order of Saint John (1929), Lady of Justice (1888)